# Tercera batalla de Luçon
La tercera batalla de Luçon va tenir lloc el 14 d'agost de 1793 durant la guerra de Vendée. Acaba amb la victòria dels republicans que rebutgen l'atac dels Vendeanos a Luzon i infligeixen una de les derrotes més pesades al conflicte.

## Preludi
Després del seu fracàs a la Segona Batalla de Luçon, el personal de la Vendée es va reunir al castell de La Boulaye, a Châtillon-sur-Sèvre. Un emissari, Vincent de Tinténiac, antic membre de l'Associació Bretona, es va presentar als vendeans portant cartes escrites per Henry Dundas. Va ser llavors el primer contacte establert pel govern britànic amb els vendeans. En aquesta carta, Henry Dundas demana als Vendéans que creuin el Loira i prenguin un port a les costes del nord de Bretanya, per poder desembarcar tropes. També demana conèixer els plans i objectius dels vendeans, així com les forces a la seva disposició. Tinténiac va marxar llavors cap a Gran Bretanya amb la resposta dels líders de la Vendée que van demanar al comte de Provença i al comte d'Artois que desembarquessin a Occident al capdavant dels soldats de l'exèrcit d'emigrants.
No obstant això, els oficials de Vendée es van dividir en els següents passos. Bonchamps i La Trémoïlle estan a favor del pla anglès. D'altra banda, el general en cap D'Elbée, recolzat per Lescure, creu que després de la derrota de Nantes, sembla massa difícil un nou intent de passar al nord del Loira. Jutja que l'exèrcit necessita pólvora i municions i que les ciutats del sud de la Vendée semblen més vulnerables. Així que decideix marxar cap a Luçon.
D'Elbée, al capdavant del Gran Exèrcit, també va fer una crida a l'Exèrcit del Centre i a l'Exèrcit de Baix-Poitou, comandats respectivament per Royrand i Charette. Les tres forces es reuneixen a Chantonnay i després marxen cap a Luçon, mentre que Charles de Bonchamps roman al nord per protegir Anjou.
A Luçon, el general Tuncq va ser destituït recentment pel general Rossignol, el comandant en cap de l'exèrcit de la costa de La Rochelle, per haver-lo acusat d'incompetència. Tanmateix, el 13 d'agost, els republicans van saber que els Vendéans marxaven cap a Luçon. A més, els representants en missió Jean François Marie Goupilleau de Fontenay i François-Louis Bourdon decideixen mantenir Tuncq al seu comandament i li donen instruccions de fer retrocedir els Vendéans.

## Procés
Va ser a l'Auberge du Bon Pasteur, a Sainte-Hermine, on els generals de la Vendée es van reunir per preparar el pla d'atac de la ciutat de Luçon. A Charette se li atribueix aquesta frase temerària: "Puc prendre la ciutat jo sol".
El 14 d'agost, a les 5 del matí, els vendeans són davant de Luçon. D'Elbée, Royrand i La Rochejaquelein ocupen el flanc esquerre, Lescure i Marigny al centre, Charette i Joly el flanc dret. El pla d'atac va ser establert per Lescure: implica llançar diversos atacs a diferents nivells.
El general Tuncq desplega les seves tropes a la plana, al nord de la ciutat. Tot i que ja són molt inferiors en nombre, intenta fer creure als vendeans que les seves forces són encara més baixes. Amaga la seva artilleria al centre, darrere d'un batalló, mentre altres soldats estan estirats a terra.
Quan els Vendéans ataquen, els infants republicans obren foc i després cauen sobre la ciutat. L'artilleria republicana va obrir foc al seu torn, causant grans pèrdues als vendeans a la plana i frenant el seu avanç. Una gran confusió i una manca de coordinació van començar llavors a regnar a les files de la Vendée. Al flanc dret, Charette, estalviat del foc d'artilleria, avançava molt més ràpid que la resta de l'exèrcit. La cavalleria de Talmont es va enredar a l'artilleria de Marigny. Al costat esquerre, La Rochejaquelein es desvia. D'Elbée es va redistribuir al centre per donar suport a Royrand. A continuació, Tuncq llança el contraatac: abandona Charette i ataca el centre. Els vendeans van entrar en pànic i van fugir, perseguits per la cavalleria republicana. Aïllat, Charette es retira per no acabar lluitant contra totes les forces republicanes.

## Pèrdues
Els Vendéens van fugir a Chantonnay, deixant molts morts a terra, inclòs Baudry d'Asson. Les seves pèrdues s'estimen entre 5.000 i 6.000 morts segons l'informe republicà. Segons les memòries de Victòria de Donnissan de La Rochejaquelein, els Vendéans van perdre 1.500 homes en aquesta batalla que aleshores era la més desastrosa de totes les que havien tingut lloc fins ara. Segons les memòries de Jeanne-Ambroise de Sapinaud de Bois-Huguet, les pèrdues de la Vendée van ser de 2.000 morts.

## Conseqüències
Els líders de la Vendée es reuneixen a Chantonnay, però rebutgen mútuament la responsabilitat de la derrota. D'Elbée culpa la derrota del pla de Lescure, que respon a D'Elbée que l'havia aprovat. Charette retreu a l'exèrcit d'Anjou que hagi abandonat el camp de batalla. Els oficials de l'exèrcit d'Anjou també acusen Royrand d'haver allistat parròquies protestants sospitoses de simpaties republicanes que haurien agreujat la fugida. Finalment, els líders se separen amargament.
Després d'haver empès els Vendéans dues vegades a Luçon, Tuncq va ser confirmat al seu comandament i va ser ascendit al rang de general de divisió.